# Niccolò Invidia
Niccolò Invidia (Varese, 13 novembre 1989) è un politico italiano, deputato alla Camera nella XVIII legislatura della Repubblica Italiana, eletta con il Movimento 5 Stelle per poi abbandonarlo nel 2022.

## Biografia
Nato il 13 novembre 1989 a Varese, ma cresciuto nella frazione di Veddo a Maccagno, in provincia di Varese, consegue la laurea in Scienze politiche e Relazioni internazionali all'Università Cattolica del Sacro Cuore di Milano, successivamente due master universitari in Global Governance and Development all'Università di Groninga nei Paesi Bassi e in Istituzioni e Politiche Spaziali alla Società italiana per l'organizzazione internazionale (SIOI).
Dopo gli studi prosegue l'attività lavorativa nei Paesi Bassi, dapprima all'Istituto per l'Innovazione Economica e successivamente al Rathenau Institute di Den Haag.
Nel 2015 si trasferisce a Washington per una ricerca presso il The Millennium Project, centro di ricerca per le politiche del futuro e dell'innovazione. L'anno successivo collabora nella Commissione del Parlamento europeo per l'Industria, la Ricerca e l'Energia (ITRE) su materie come intelligenza artificiale e sharing economy.
Nel febbraio 2018 presenta la sua ricerca "Intelligenza Artificiale applicata alle Relazioni Internazionali" all'Università di New York.
Per la sua attenzione al ruolo delle tecnologie esponenziali e al futuro viene citato come transumanista.

## Attività politica
Attivista del Movimento 5 Stelle (M5S) dal 2012, alle elezioni politiche del 2018 viene candidato alla Camera dei deputati, tra le liste del M5S nel collegio plurinominale Lombardia 2 - 01 come capolista, risultando eletto deputato. Nella XVIII legislatura della Repubblica è stato componente e capogruppo del M5S nella 11ª Commissione Lavoro pubblico e privato, membro della Giunta per il Regolamento e della delegazione italiana presso l'Assemblea parlamentare dell'OSCE (Organizzazione per la sicurezza e la cooperazione in Europa), dove in quest'ultima assemblea ha fatto parte della Commissione economia, scienze, tecnologia e ambiente, oltre a costituire l'intergruppo parlamentare Aerospazio ed essere co-promotore di quello sull'Innovazione.
Ad Aprile 2021 viene approvato l'emendamento che riconosce la prima forma di diritto alla disconnessione, nel perimetro dei lavoratori genitori che svolgono l’attività in modalità agile, e l'introduzione della condivisione delle banche dati delle diverse agenzie ed istituzioni italiane con l'Istat.
Approvate in Parlamento la riforma del sistema scolastico ITS (Istituti tecnici superiori), ed il riconoscimento ufficiale del DESI (Digital Economy and Society Index) come strumento da accostare al più tradizionale Pil.
A fine luglio 2022 Invidia lascia il Movimento 5 Stelle, da tempo critico delle sue decisioni e non condividendo quelle che hanno portato alla caduta del governo Draghi, entrando nel gruppo misto alla Camera.

## Vita privata
A novembre 2019 si sposa con Pavela Vasileva Mitova, la quale nel luglio 2021 viene eletta all'Assemblea nazionale bulgara con il partito C'è un Popolo come Questo di Slavi Trifonov.